# Microdrassus inaudax
Microdrassus inaudax är en spindelart som först beskrevs av Simon 1898.  Microdrassus inaudax ingår i släktet Microdrassus och familjen plattbuksspindlar.
Artens utbredningsområde är Seychellerna. Inga underarter finns listade i Catalogue of Life.